# Raul Solnado
Raul Augusto Almeida Solnado (Lissabon, 29 oktober 1929 - 8 augustus 2009) was een Portugees acteur en komiek.
Solnado was afkomstig uit de wijk Madragoa in Lissabon en begon daar ook met optreden. Tijdens zijn lange carrière bracht hij diverse komedies, die klassiekers werden. Zijn humor was toentertijd (Portugal leefde nog onder de dictatuur van Salazar) tegelijkertijd fris en onverwacht. Het bevatte veel nonsens en scènes uit het dagelijkse leven. Hij speelde dikwijls een naïeve arme man, wiens leven goed noch slecht was. Hij zette zijn personages neer met veel overtuiging en humor. Onder zijn beste materiaal waren er ook stukken die hijzelf schreef, zoals Ida ao médico en andere gebaseerd op het werk van de Spanjaard  Miguel Gila (A guerra de 1908 en História da minha vida). Hij presenteerde in 1969, samen met Carlos Cruz en Fialho Gouveia, de eerste talkshow op TV. De show Zip Zip wordt nog altijd beschouwd als een mijlpaal in de geschiedenis van de Portugese televisie.
- Gemeinsame Normdatei: 107603179X
- International Standard Name Identifier: 0000 0000 7905 4749
- Library of Congress Control Number: n93013319
- MusicBrainz: 83d29663-1688-4fbf-8c93-76e1863cbda4
- Virtual International Authority File: 65676782
- WorldCat: E39PBJyxgFT4xk3pcd9WgQWxDq